# Pierre-Joseph Leroux
Pour les articles homonymes, voir Leroux.
Pierre-Joseph Leroux (1795-1870) était un pharmacien travaillant à Vitry-le-François. Il isola en 1829 la salicine à partir de l’écorce de saule. La salicine avait déjà été isolée en 1825 par deux pharmaciens italiens vivant dans la région de Vérone, Francesco Fontana et Bartolomeo Rigatelli, mais ni l'un ni l'autre n'avait obtenu de produit pur. C'est pour cette raison que l'on a attribué à Leroux l'isolement de la salicine. 

## Biographie
Pierre-Joseph Leroux est né à Vitry-le-François le 25 mars 1795, dans une famille de notables dont les ancêtres ont « contribué à l'édification de la Collégiale et de la porte du Pont », et dont le parent Jean-César Battellier s'illustra lors de la Révolution sur les bancs montagnards.
Pierre Leroux fit des études de pharmacie, avant d'ouvrir en 1829 une officine sur la place d'Armes, qu'il dirigea jusqu'à sa vente en 1850. Et c'est également en 1829-1830 qu'il fit part à l'académie des sciences de son succès pour produire des cristaux de salicine à partir de saule.
Voici quelques extraits du rapport que cela lui avait valu : « M. Leroux, pharmacien éclairé de Vitry-le-François, sachant que le saule avait été employé plus d'une fois avec avantage comme amer et fébrifuge (qui combat la fièvre, NDLR) » a mis au point « deux extraits du saule Hélix, l'un qu'il nommait salicine […] ces substances devant posséder le pouvoir fébrifuge ». 
S'ensuit une liste qui ressemble fort à une longue recette de cuisine détaillant la complexe marche à suivre pour obtenir la salicine à l'état pur et cristallisé, directement utilisable pour soigner les malades, lutter contre la fièvre et les inflammations. Enfin, les commissaires estiment que l'académie doit engager Pierre Leroux à « continuer la préparation en grand de cette substance, en la livrant à la consommation au plus bas prix possible ». Malheureusement, le pharmacien n'en aura guère l'occasion.
« Il aurait fallu de l'argent… »
Le Vitryat, d'abord, n'avait ni fortune, ni renom particulier au moment de sa découverte sur lesquels appuyer et développer ses travaux. De plus « en France, l'industrie chimique n'existait pas à l'époque, on fabriquait ces médicaments en cuisine. Il aurait fallu de l'argent pour financer la recherche et les banquiers étaient frileux », raconte Gilbert Maheut, de la société des Sciences et arts de Vitry. L'industriel allemand Bayer reprend la recherche jusqu'à mettre en place la version synthétique de l'aspirine, qui sera développée en masse et deviendra un des médicaments les plus utilisés en Europe.
Pierre Leroux est donc resté dans un relatif anonymat, apportant parfois sa contribution aux recherches de l'époque : étude du savon obtenu à partir des os d'herbivores en 1861 ; diverses vertus de la rose trémière en 1862-63 ; utilité des cotons du saule et du peuplier en 1863 ; extincteur à eau saturée en 1866 ; intervention sur l'ortie qui pourrait être utilisée comme matière première textile en 1868. Il s'est éteint le 20 mai 1870.
Dernier hommage, une vitrine lui a été consacrée lors de l'exposition sur l'aspirine aménagée au Palais de la découverte à Paris en 1996.
Il est inhumé à Vitry-le-François.

## Décorations
- Chevalier de la Légion d'honneur (29 avril 1838)